# Pilier d'Yzeures-sur-Creuse
Vous lisez un « article de qualité » labellisé en 2019.
Le pilier d'Yzeures-sur-Creuse est une colonne monumentale antique en calcaire coquillier jurassique dont certains vestiges sont retrouvés dans et à proximité des fondations de l'ancienne église de la commune française d'Yzeures-sur-Creuse en Indre-et-Loire en 1895.
La reconstruction de l'église paroissiale Notre-Dame, à partir de 1895, est l'occasion de la découverte, dans les tranchées de fondations, de nombreux blocs de pierre antiques et de quelques sarcophages mérovingiens. Parmi la petite centaine de blocs mis au jour lors des travaux (1895) et des fouilles qui s'ensuivent (1896), vingt-et-un sont identifiés comme appartenant sans aucun doute à un pilier monumental. Ils s'organisent en trois niveaux de décors sculptés en bas-relief représentant des divinités romaines (Jupiter, Mars…) et des héros de la mythologie grecque (Hercule, Persée…), vraisemblablement surmontés d'une statue disparue. Les éléments retrouvés permettent de suggérer qu'il s'agit d'un monument haut de neuf mètres, probablement édifié au début du IIIe siècle à la gloire de l'empereur au travers de représentations allégoriques. Le pilier fait certainement partie d'un ensemble de monuments et édifices cultuels qui comprend aussi au moins un temple, peut-être dédié à Minerve comme en témoigne une dédicace lapidaire, et un autel, le tout appartenant sans doute à une agglomération secondaire non encore identifiée. La fonction religieuse du site perdure au Haut Moyen Âge avec la construction d'une église mérovingienne qui utilise en remploi, dans ses fondations, des éléments des monuments antiques.
Les blocs préservés d'Yzeures-sur-Creuse, listés comme objets protégés en 1896 puis intégrés à la base Palissy en 1992, sont exposés depuis 1972 au Musée Minerve, construit dans la même commune, à proximité immédiate du lieu de leur exhumation. Ceux qui sont attribués au pilier sont étudiés en détail en 1972 puis, dans le cadre plus global de recherches sur l'ensemble des vestiges lapidaires d'Yzeures-sur-Creuse, en 2014.

## Circonstances de la découverte et chronologie des études

### Découverte fortuite des blocs et fouilles

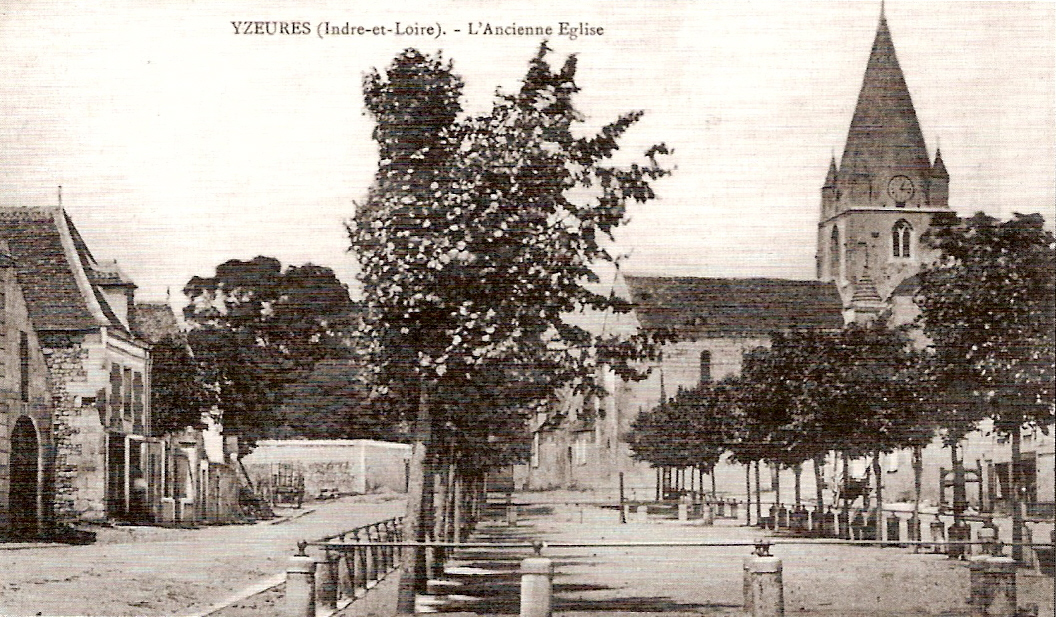
Ancienne église d'Yzeures.

En 1894, décision est prise de démolir l'église d'Yzeures-sur-Creuse datant du XIIe siècle, vétuste et trop petite mais dont les maçonneries sont encore solides, pour reconstruire un autre édifice au même emplacement. Les travaux commencent à l'automne de l'année suivante et permettent de mettre au jour et d'extraire une dizaine de blocs sculptés, servant apparemment de fondations à un édifice mesurant 10 × 5 m, situé à l'emplacement de l'église en cours de démolition. Il est possible que ce bâtiment disparu soit une église mérovingienne mentionnée par Grégoire de Tours. D'autres blocs apparaissent dans les tranchées mais sont temporairement laissés en place. Camille de La Croix indique que ces blocs semblent dessiner au sol l'emplacement de cette église.

Plan de l'ancienne église d'Yzeures, d'après le dessin annoté de Charles Normand en 1896.

La Société archéologique de Touraine (SAT) et son président Louis-Auguste Bosseboeuf sont avertis en novembre 1895, mais n'engagent pas immédiatement de travaux. C'est le père Camille de La Croix (inventeur des ruines de Sanxay) qui procède à des fouilles du 10 au 22 février 1896 au niveau du mur méridional et de la façade de l'ancienne nef. Il identifie 85  ou   95 blocs, extraits et entreposés sans ordre dans le jardin du presbytère mais aucun relevé, aucun dessin in situ ne sont alors réalisés. Le père de La Croix effectue toutefois une centaine de clichés des blocs une fois extraits — ces documents iconographiques inédits sont conservés aux archives départementales de la Vienne — et autant de dessins qui semblent, pour leur part, perdus. Un plan sommaire de l'emplacement des vestiges est publié par Charles Normand en 1896 sur la base des indications du père de La Croix,. Octave de Rochebrune, qui examine cette année-là les vestiges, les attribue à un temple qu'il estime être « le plus grand temple de la Gaule ». Il propose de restituer sa façade à la manière de celle d'un temple romain « classique », à huit colonnes — les pierres sculptées servent de base à certaines colonnes du pronaos — surmontée d'un fronton triangulaire,.

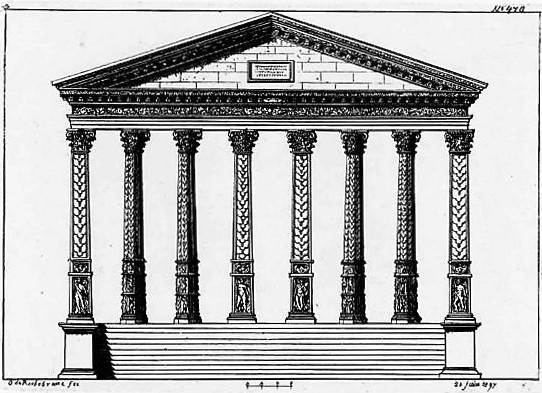
Vue d'artiste du temple d'Yzeures par Octave de Rochebrune.

Une controverse naît entre Bosseboeuf et La Croix sur leur rôle dans la découverte comme sur l'interprétation des blocs. Ces derniers appartiennent vraisemblablement à plusieurs monuments ou édifices : un pilier monumental, un temple de type fanum à cella polygonale et un autel rattaché à l'un des deux précédents,. Trois blocs (sur cinq probables) permettent de reconstituer une inscription monumentale (dédicace à Minerve) qui ne semble toutefois pas se rapporter au pilier lui-même, mais davantage au temple. Le père de La Croix fait longuement état de ses divergences avec la SAT dans un mémoire qu'il adresse en 1896 à plusieurs autorités scientifiques, dont le Comité des travaux historiques et scientifiques. Il affirme notamment qu'il n'a entrepris des fouilles que face à l'inaction de la SAT. Cette dernière, au contraire, indique qu'elle avait l'intention d'engager des travaux et qu'elle avait provisionné des fonds dans ce but, mais que cela n'a pu se réaliser en raison d'un accord entre le père de La Croix (qualifié à plusieurs reprises d'« archéologue étranger », allusion à sa nationalité belge) et la municipalité d'Yzeures.
En 1911, Émile Espérandieu photographie les blocs et publie ses clichés ainsi que des dessins qu'il a réalisés. L'ensemble des blocs reste en l'état, sous l'abri d'un simple auvent, sans aucune autre étude ou observation, jusqu'à la fin des années 1960. Il semble qu'une dizaine ou une vingtaine (selon le nombre retenu au départ) des blocs extraits par le père de La Croix aient disparu depuis leur découverte ; il s'agit vraisemblablement de pierres de grand appareil sans décor, ce qui, aux dires des archéologues et historiens, est de nature à réduire l'ampleur archéologique de la perte.

### Première étude des blocs du pilier à la faveur de leur déplacement

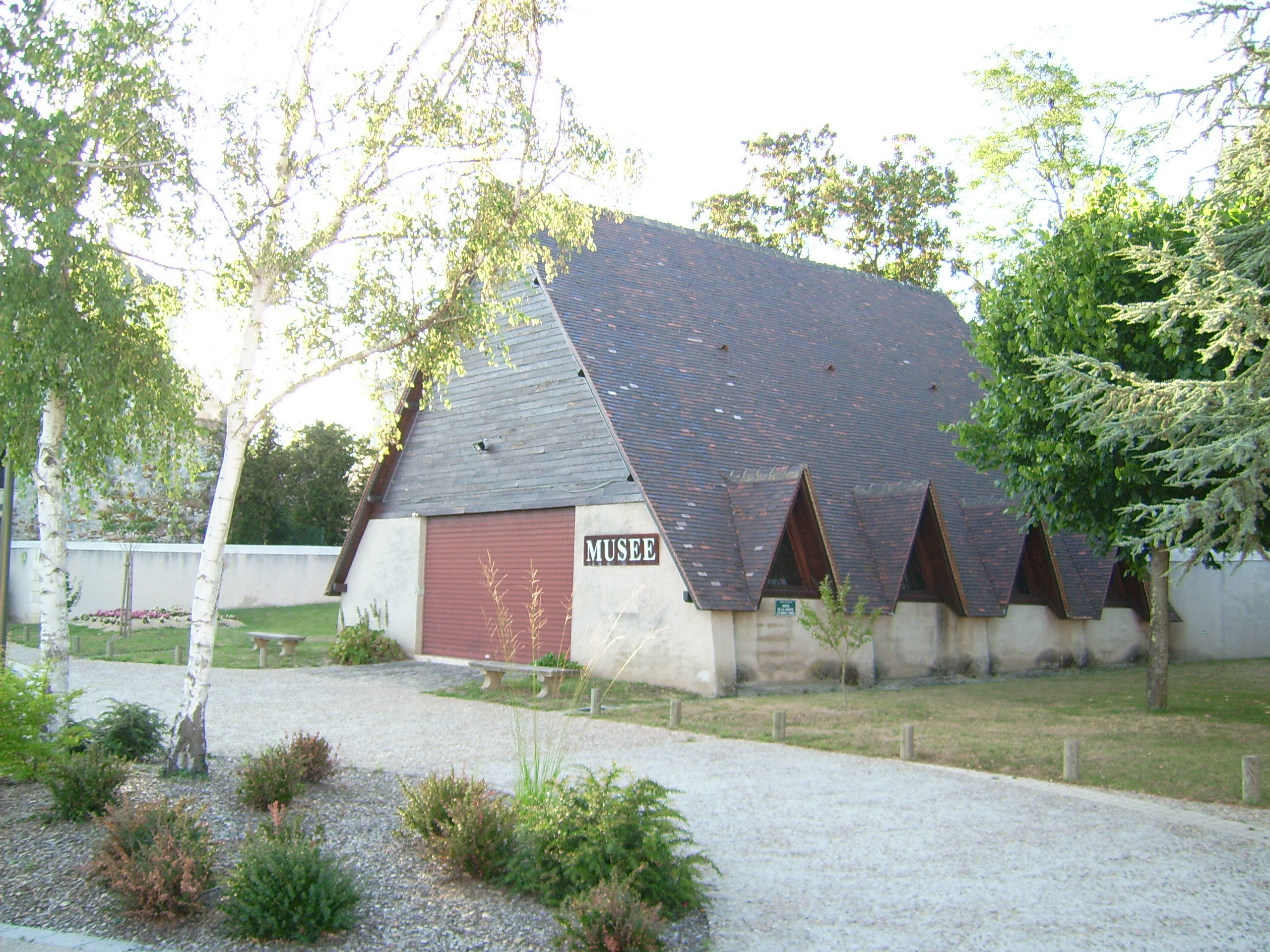
Musée Minerve.

C'est en 1970 que le déplacement des blocs s'impose : une rue doit être percée le long du flanc sud de la nef de l'église ; cette rue passe à l'emplacement de l'auvent sous lequel ils sont stockés, dans le jardin du presbytère. Dans ce contexte, de 1970 à 1972, les vestiges attribuables au pilier font l'objet, sous la conduite de l'archéologue Jean-Pierre Adam, d'une étude précise qui va de pair avec la création d'un musée local d'archéologie antique, fondé en 1972 à l'initiative de Gilbert Charles-Picard et destiné à les accueillir et les mettre en valeur,.
Jusqu'aux années 2010, sans que les blocs d'Yzeures, désormais à l'abri des intempéries dans le nouveau bâtiment, n'aient fait l'objet d'autres études de fond, plusieurs publications reprennent les résultats obtenus par Adam.

### Réaménagement du musée et étude de l'ensemble des dépôts lapidaires
Les éléments du pilier, protégés en 1896, sont recensés depuis 1992 dans la base Palissy. Ils sont exposés dans le Musée Minerve d'Yzeures-sur-Creuse dont le bâtiment est construit à proximité du jardin où avaient été entreposés les blocs après leur découverte.

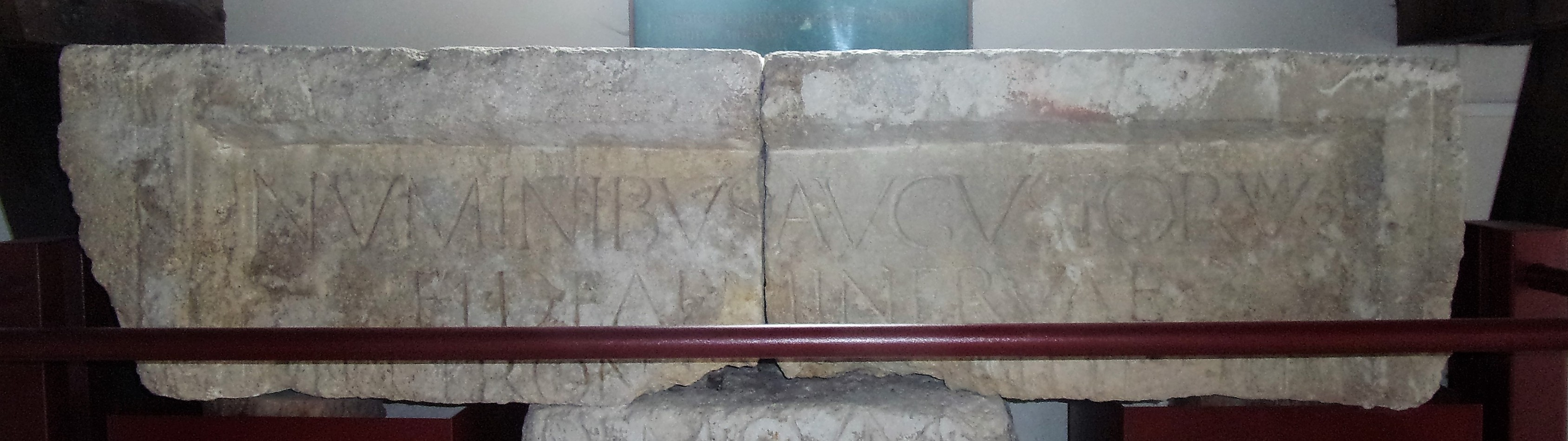
Dédicace à Minerve (vue partielle), attribuée au temple d'Yzeures-sur-Creuse.

En 2014, une restauration de tous les blocs exposés dans le musée est entreprise en même temps qu'ils sont étudiés de manière approfondie ; il apparaît en effet que certains d'entre eux ont été, en 1972, assemblés de manière erronée dans le musée ce qui a pu empêcher leur étude détaillée. Les investigations concernent l'ensemble des blocs du musée d'Yzeures : pilier (21  ou   25 blocs), temple (24 blocs), autel (2 blocs) et dédicace (3 blocs) ; treize blocs de grand appareil sans décor ne peuvent pas, en l'état des connaissances, être rattachés à l'un ou l'autre de ces monuments. Les résultats des travaux alors engagés envisagent l'intégration des monuments d'Yzeures au sein d'une agglomération secondaire ; ils profitent en effet des investigations récentes sur le site antique du Gué-de-Sciaux à Antigny, comparable par certains aspects à Yzeures. L'aménagement du musée est également revu pour corriger les erreurs d'assemblage des blocs, améliorer la mise en valeur des vestiges et l'information des visiteurs.

### D'autres découvertes potentielles
En 1895, la reconstruction de l'église Notre-Dame s'est faite sans toucher à la base du mur nord de la nef médiévale, réutilisée en l'état dans le nouvel édifice. Il est possible d'envisager que dans les fondations intactes de ce mur, se superposant peut-être à celui de l'église mérovingienne, se trouvent remployés d'autres blocs antiques ayant appartenu à des monuments d'Yzeures. C'est l'hypothèse que formulent plusieurs historiens, en l'absence de relevés permettant de préciser l'emplacement de cette église mérovingienne par rapport aux édifices postérieurs, ; certains d'entre eux annoncent même que seuls 50 % des blocs ont été découverts.

## Description

### Aspect général du monument
Parmi tous les blocs retrouvés lors des fouilles, 21 sont attribués avec certitude à une colonne ou à un pilier monumental.
| Image externe |                                                                        |
|               | Proposition de restitution du pilier par Jean-Pierre Adam sur Gallica. |

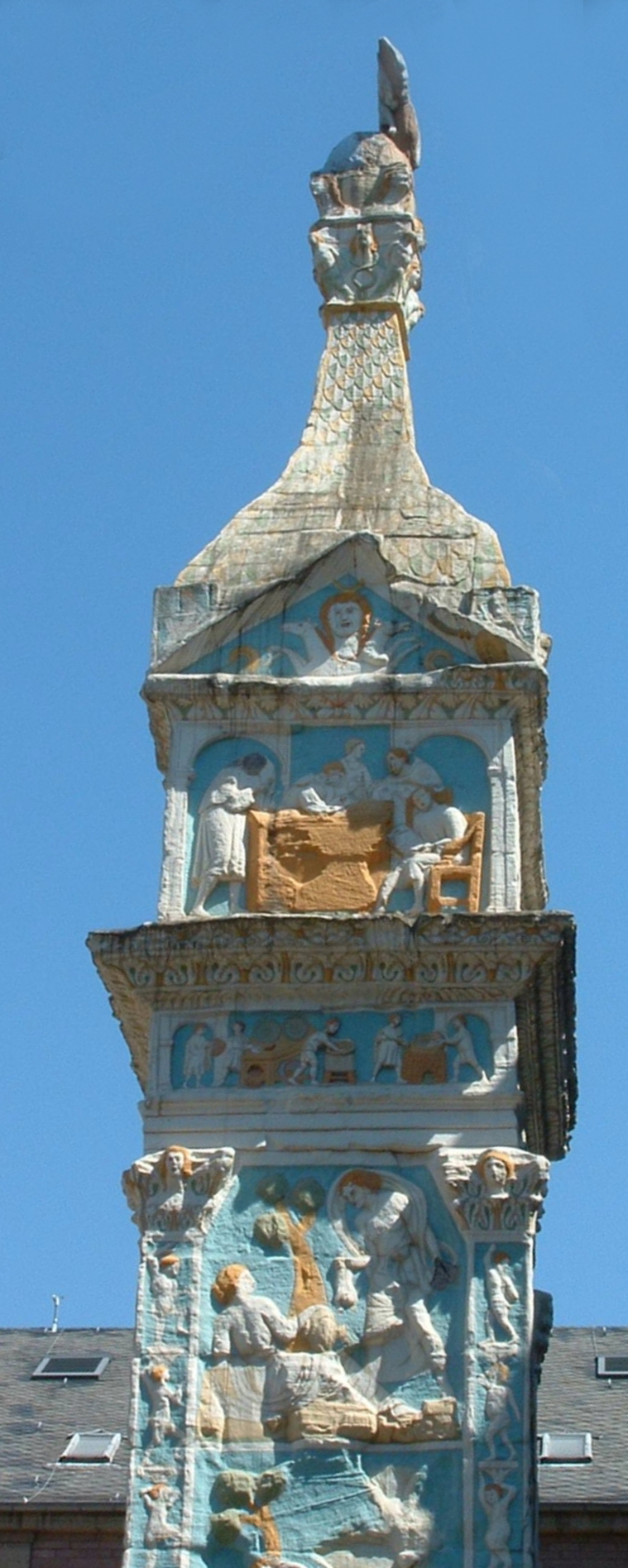
Copie en couleurs du mausolée d'Igel.

Louis-Auguste Bosseboeuf et Octave de Rochebrune, pour leur part, n'évoquent pas l'hypothèse d'un pilier et attribuent tous les blocs sculptés au temple,. Émile Espérandieu identifie bien un pilier mais il en propose, en 1912 dans la Revue archéologique et sur une suggestion de Franz Cumont, une reconstitution jugée assez peu crédible par Henry Auvray dans les années 1930. Elle  s'avère très éloignée de l'hypothèse formulée par Jean-Pierre Adam. Selon la proposition de restitution faite par ce dernier en 1972 et qui semble plus proche de la réalité, la colonne, d'une hauteur estimée de neuf mètres, se compose d'un socle nu, de trois étages de blocs sculptés en retrait successif, l'ensemble étant surmonté d'une statue monumentale disparue. Le pilier affecte ainsi la forme d'une pyramide à degrés très élancée. Des différences de style entre les niveaux de décor permettent de penser que plusieurs ateliers de sculpteurs ont travaillé simultanément sur les différents étages du pilier.

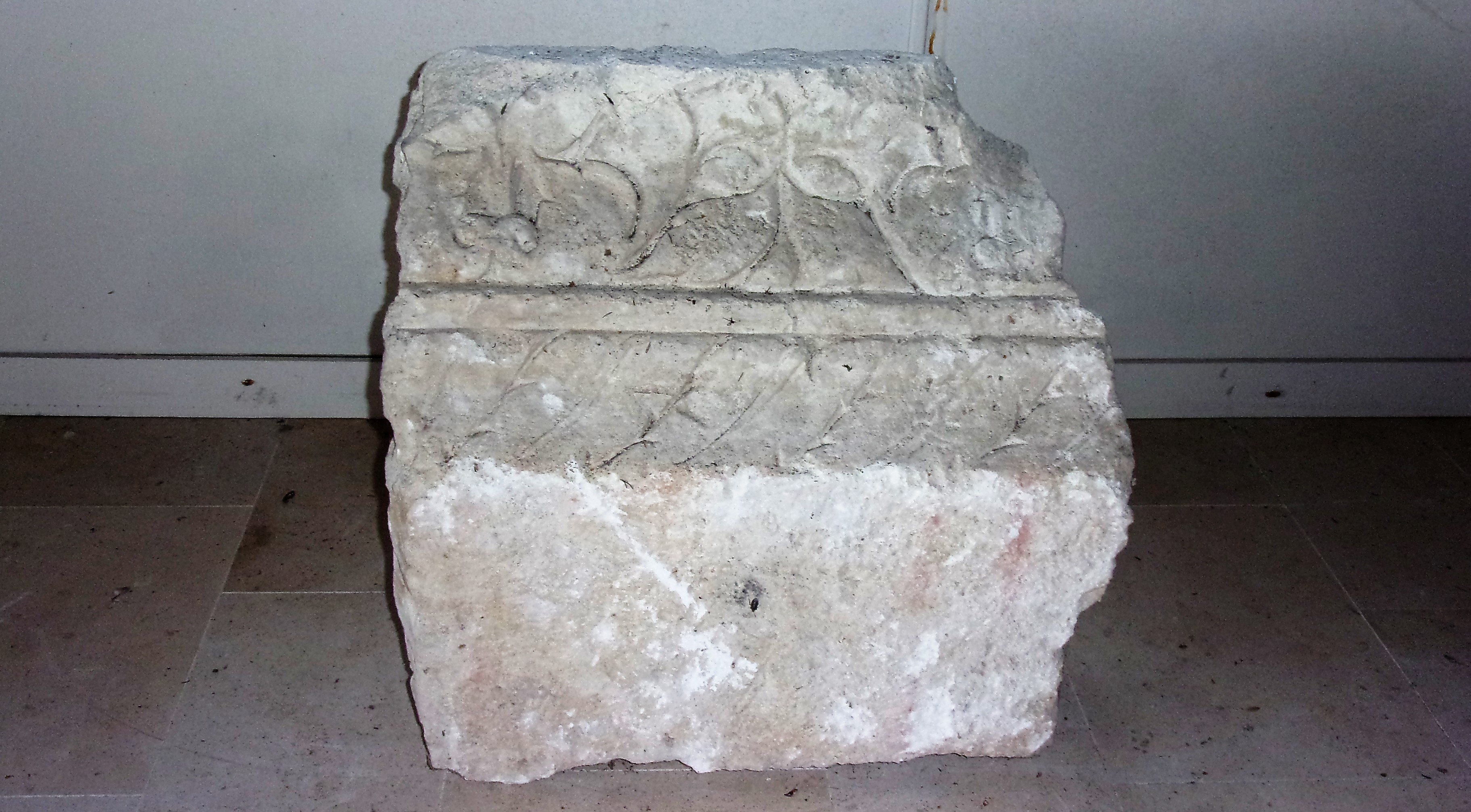
Élément potentiel d'une corniche du pilier.

Le passage d'un étage de blocs décorés à un autre est peut-être matérialisé par des corniches, ornementées ou non comme sur d'autres monuments analogues, et quatre éléments sculptés sont susceptibles de se rattacher à l'une d'entre elles, ce qui porterait à 25 le nombre d'éléments préservés du pilier. Ces corniches, outre leur aspect esthétique, ont pour rôle de protéger les blocs situés immédiatement au-dessous du ruissellement des eaux de pluie.
La roche employée, homogène d'un bloc à l'autre, est un calcaire coquillier du Rauracien (Jurassique supérieur) d'extraction locale et d'une telle dureté que certaines inclusions (fossiles, rognons de silex) sont restées en place, en relief dans les sculptures. Des carrières du même type de roche, ayant servi à la fabrication de sarcophages mérovingiens, existent à Angles-sur-l'Anglin ou près de Saint-Pierre-de-Maillé. La relative mauvaise qualité du matériau de base a contraint les bâtisseurs du pilier à badigeonner les faces du monument d'une couche d'eau de chaux dans l'optique d'un ragréage. Les traces de peinture relevées sur le pilier (scènes sculptées, corniches) peuvent laisser supposer un décor polychrome, comme sur le mausolée d'Igel. Le musée rhénan de Trèves expose une copie de ce pilier peinte d'après les vestiges de l'original.

### Iconographie du décor

#### Socle: des assises de pierre nue
La restitution proposée par Jean-Pierre Adam montre un socle composé d'une succession de quatre assises de blocs de grand appareil non sculptés, montées avec des retraits successifs, sur plan carré et d'une hauteur totale d'environ 1,70 m. Parmi les treize blocs non sculptés préservés à l'issue des fouilles, aucun n'est mentionné comme pouvant être attribué avec certitude à ce socle.

#### Premier niveau: quatre divinités majeures
Le premier niveau de sculptures adopte un plan carré de 1,73 m de côté pour une hauteur de 1,85 m (c'est le seul étage du pilier doit la hauteur puisse être annoncée avec certitude) ; douze blocs identifiés y sont rattachés. Il est composé de trois assises de blocs superposées. Des pilastres décorés de rinceaux délimitent chacune des faces.
Il représente quatre divinités, une sur chaque face : Jupiter brandissant le foudre, Vulcain, son enclume et ses tenailles (le visage n'est pas conservé), Mars casqué et armé, dans un style qui évoque celui des statues de Lysippe, ainsi qu'Apollon avec des instruments de musique (cithare et plectre) et accompagné d'un griffon (le visage n'est pas conservé). Ces quatre divinités majeures du panthéon romain peuvent représenter l'empereur victorieux dans un ensemble cohérent possédant sa propre symbolique (« pierre à quatre dieux »). C'est en outre le niveau le plus directement visible pour l'observateur, puisqu'il se trouve à hauteur de ses yeux.

Blocs du premier niveau.
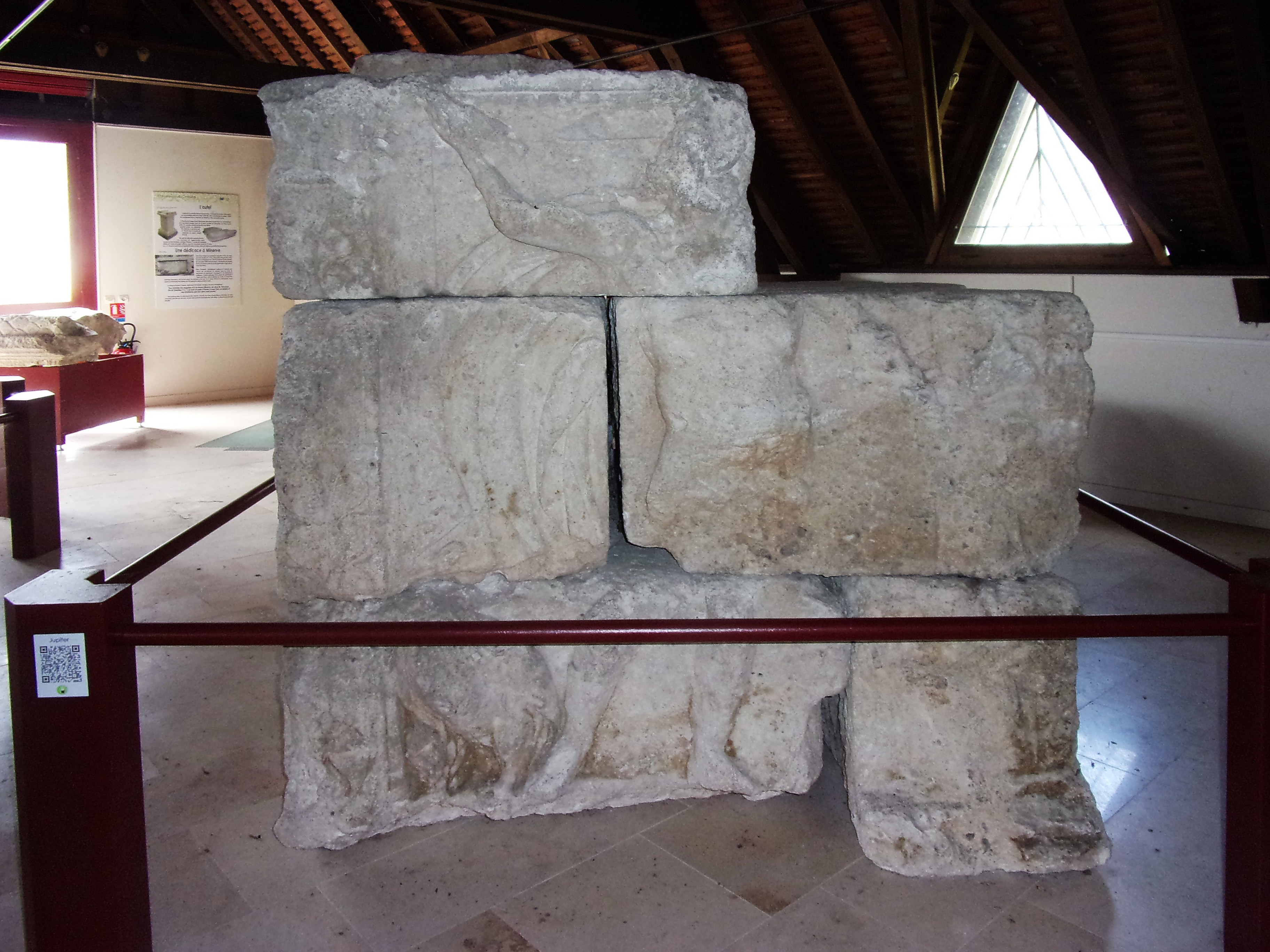
Jupiter.
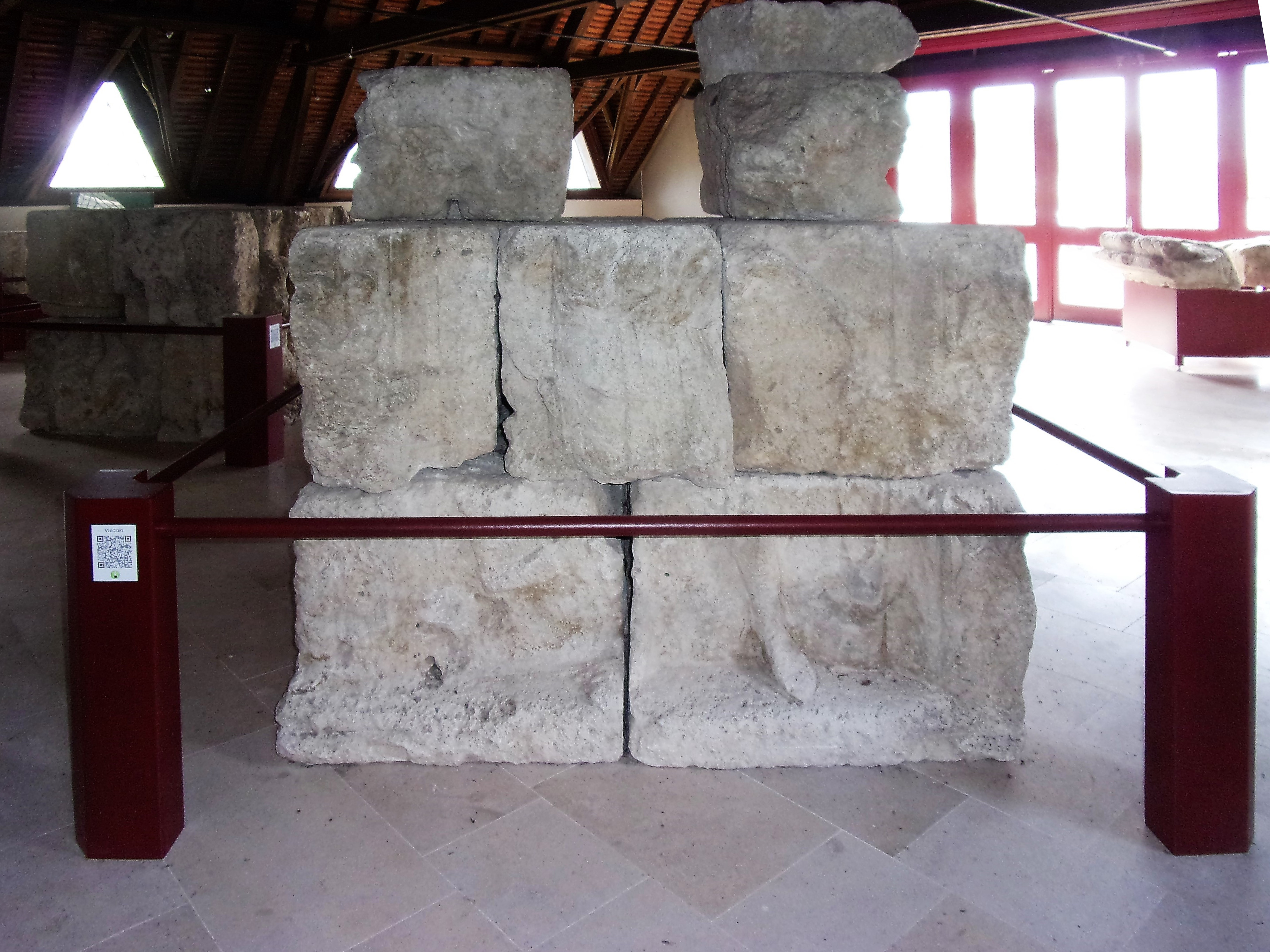
Vulcain.
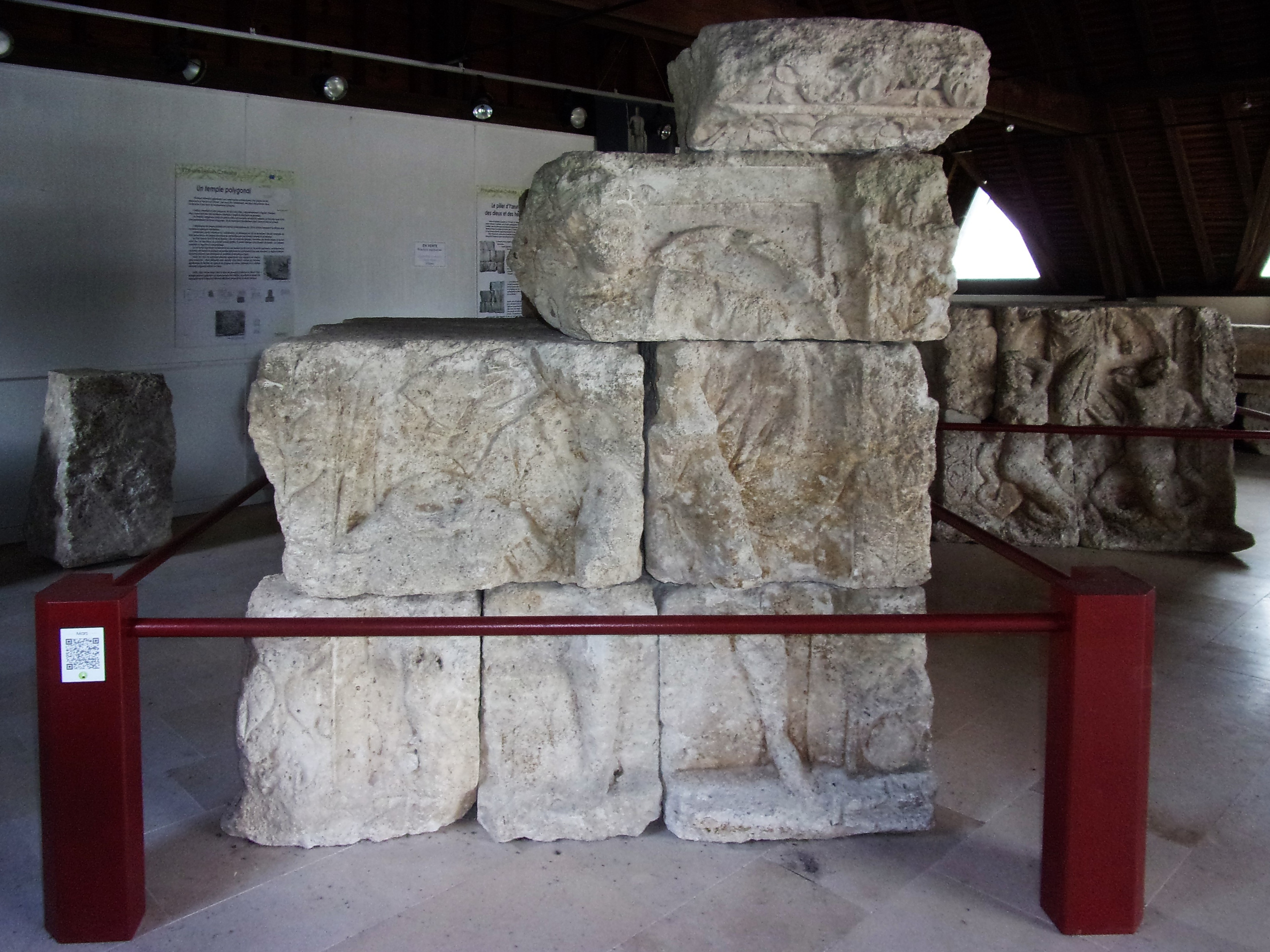
Mars.
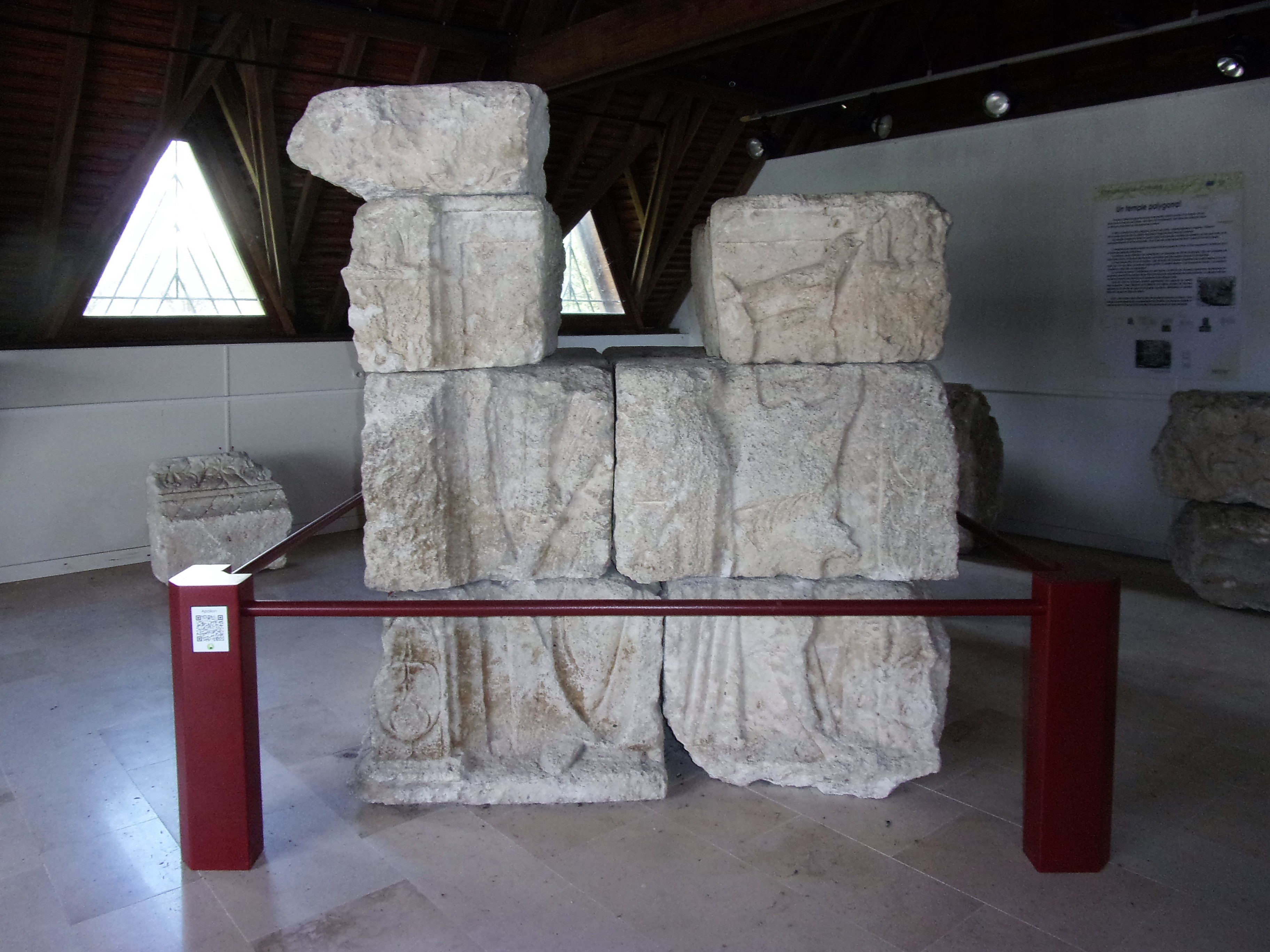
Apollon.

#### Deuxième niveau: les combats héroïques de l'Olympe
Ce niveau de sculptures possède également une base carrée, mais plus petite que le premier (1,42 m de côté). Ne subsistent que deux des trois assises de blocs qui le composent probablement à l'origine ; la partie supérieure de chacune des faces n'ayant pas été retrouvée, il est impossible de déterminer sa hauteur exacte. Sept blocs sont connus. Comme pour le premier niveau, des pilastres marquent chaque coin. Le relief des sculptures est plus accentué que sur l'étage inférieur, peut-être pour faciliter la lecture des motifs, situés en hauteur, plus loin de l’œil de l'observateur.
La thématique des sculptures est consacrée aux traditions héroïques et aux luttes de l'Olympe : Hercule délivrant Hésione du monstre marin qui la menace, Persée délivrant Andromède en attaquant un monstre semblable à un serpent à nageoires, Mars et Minerve, sur deux « tableaux » différents, combattant les géants Anguipèdes pour la possession de l'Olympe,. L'étude de 1972 suggère de voir dans l'ensemble de ces scènes une allégorie à la légion romaine victorieuse au service de l'empereur.

Blocs du deuxième niveau.
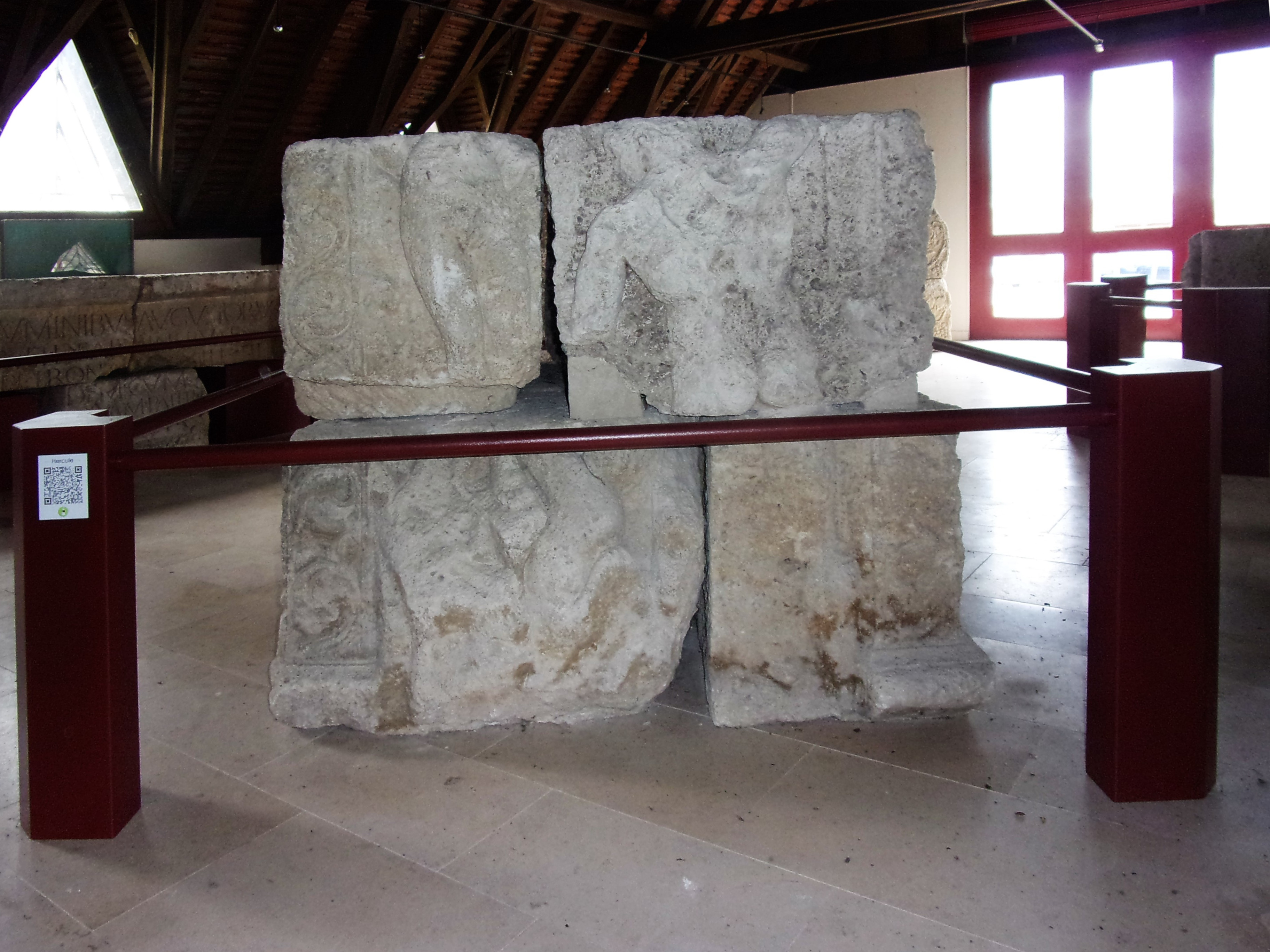
Hercule délivrant Hésione.
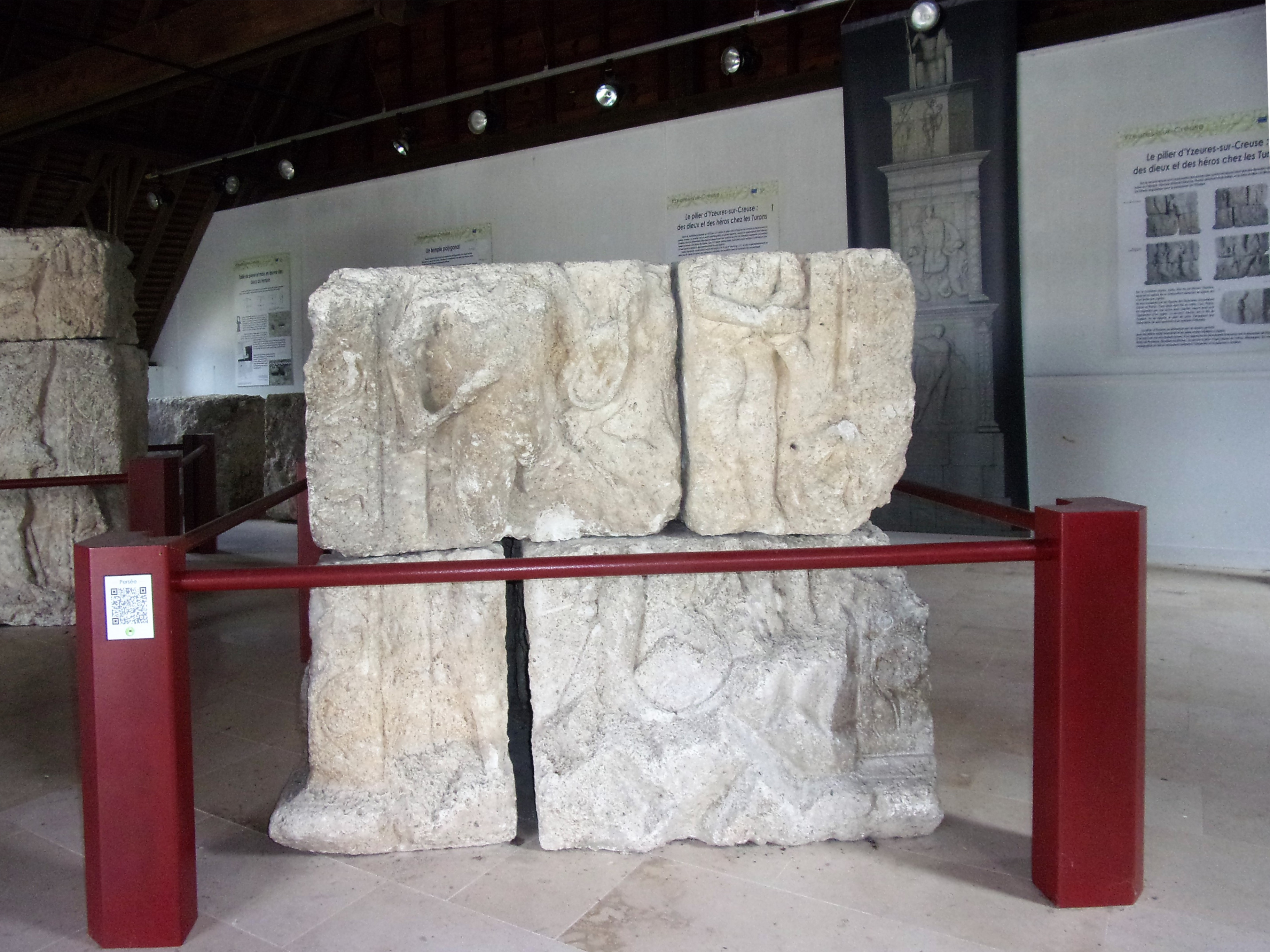
Persée délivrant Andromède.
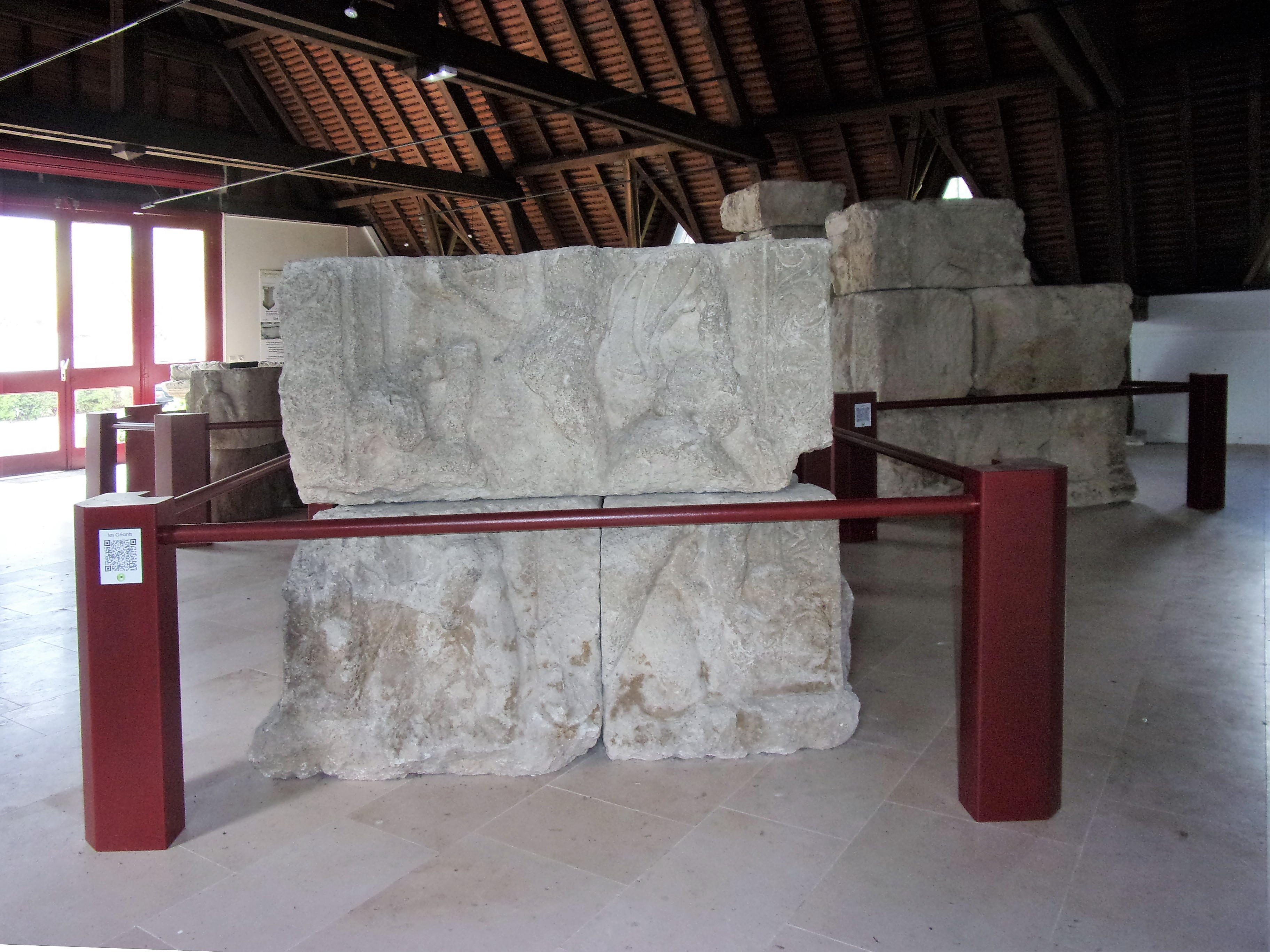
Mars combattant les géants Anguipèdes.
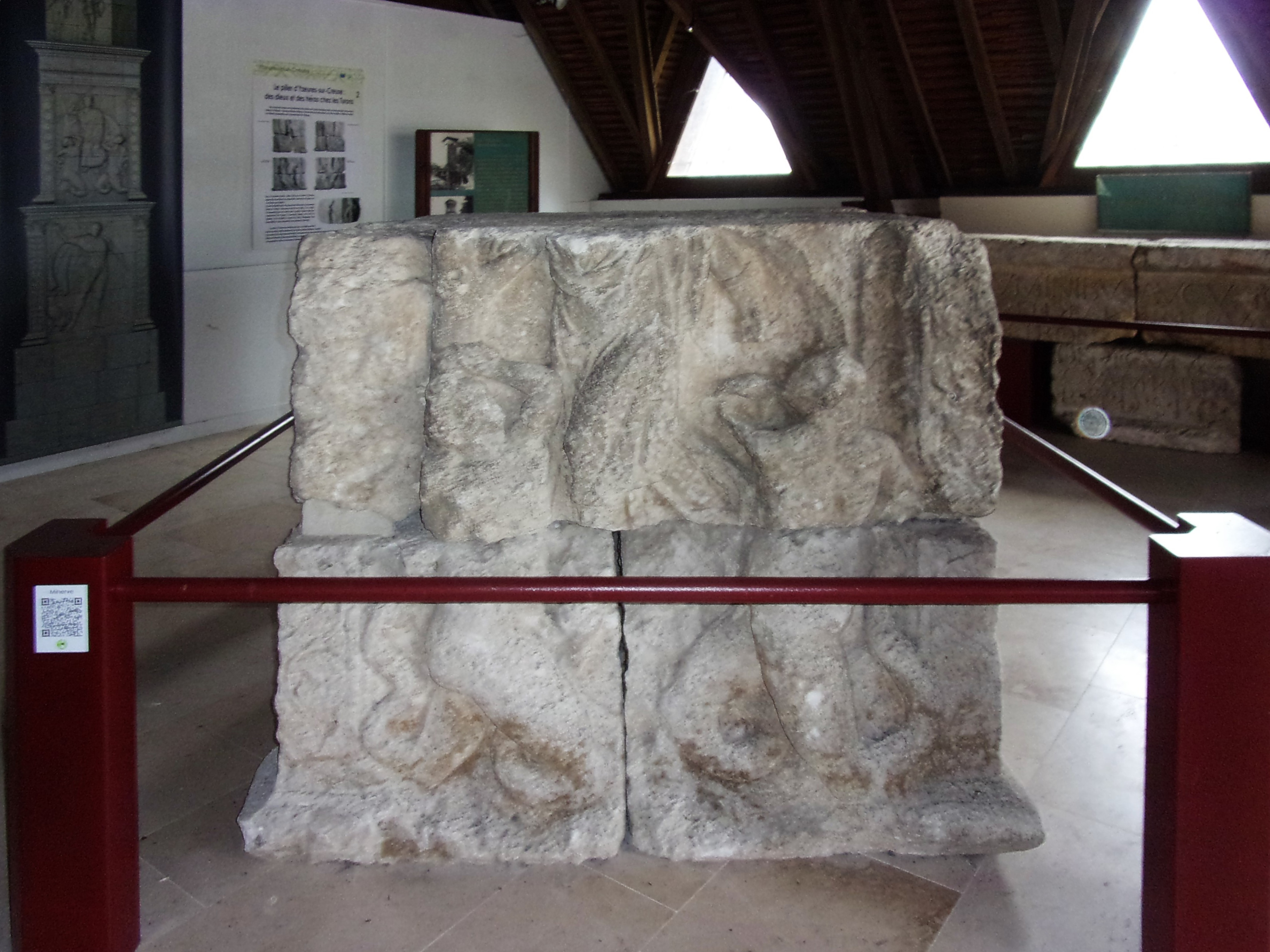
Minerve combattant les géants Anguipèdes.

#### Troisième niveau: une frise incomplète
C'est le plus mal conservé des trois niveaux de sculptures puisque seuls deux blocs sont identifiés. Il est de plan octogonal et ses dimensions, certainement inférieures à celles des autres niveaux, ne peuvent être précisément définies. Trois des huit faces de l'octogone, manquantes, ne peuvent être reconstituées ; en outre, les blocs de l'assise inférieure sont totalement absents. Il semble toutefois que les différents tableaux représentés se complètent et que l'ensemble se présente plutôt sous la forme d'une frise unique. C'est peut-être pour cette raison que les différents tableaux ne sont pas séparés par des pilastres, comme dans les niveaux inférieurs. Les sculptures elles-mêmes accusent toutefois un relief encore plus marqué que sur le deuxième niveau, toujours pour assurer une meilleure lisibilité.
Ne sont identifiables que quatre des personnages : Léda, accompagnée du cygne dont Jupiter a pris l'apparence, Castor et Pollux ainsi que Neptune et son trident — Neptune est aussi, en Gaule, le dieu des fleuves et des sources. Un cinquième personnage est peut-être une danseuse dont les jambes sont croisées. Cet ensemble, sur lequel quelques traces de peinture polychrome sont discernables, préservées par le relief des sculptures, est trop incomplètement conservé pour qu'une interprétation globale en soit proposée.

Blocs du troisième niveau.
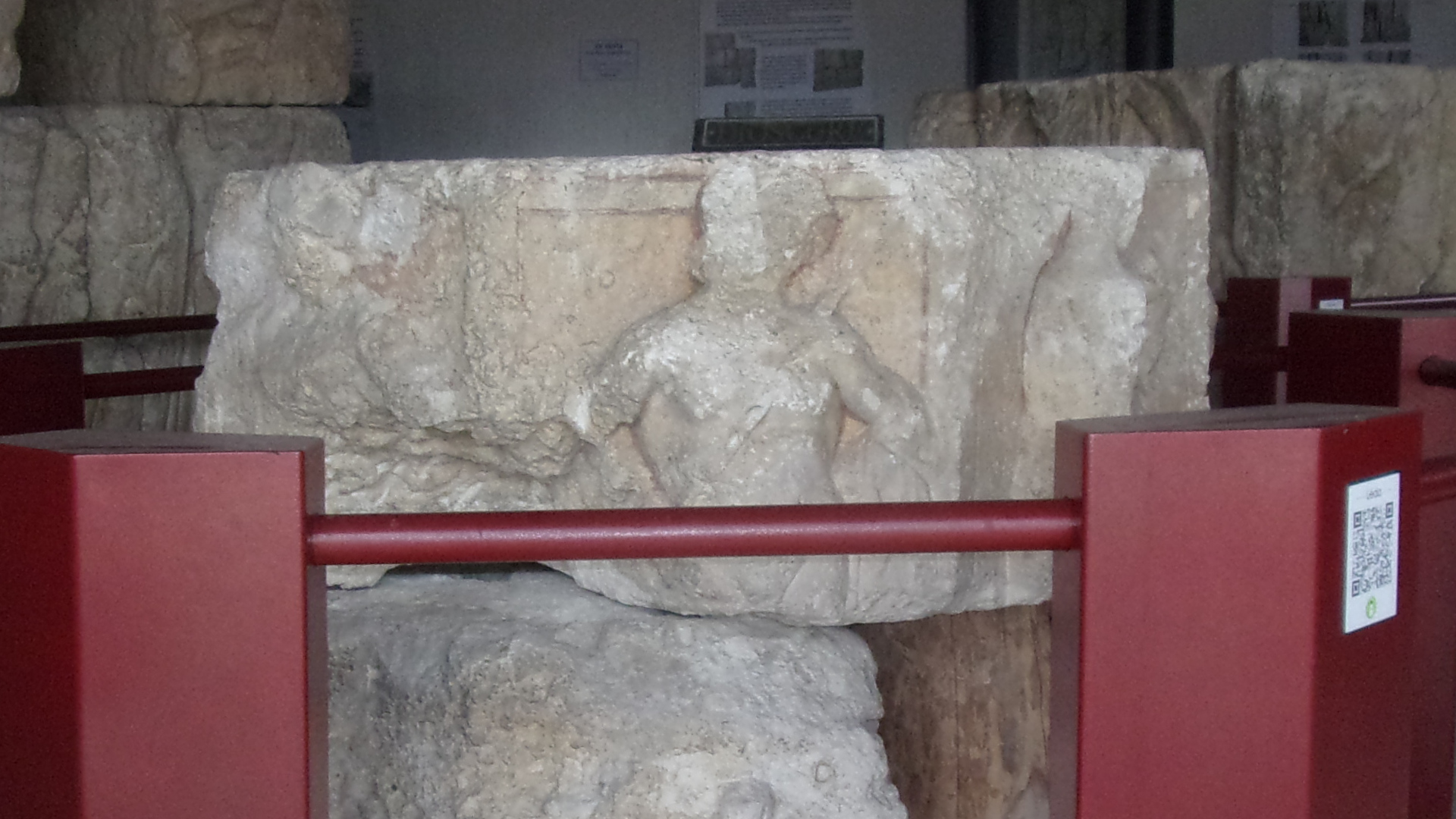
Castor.
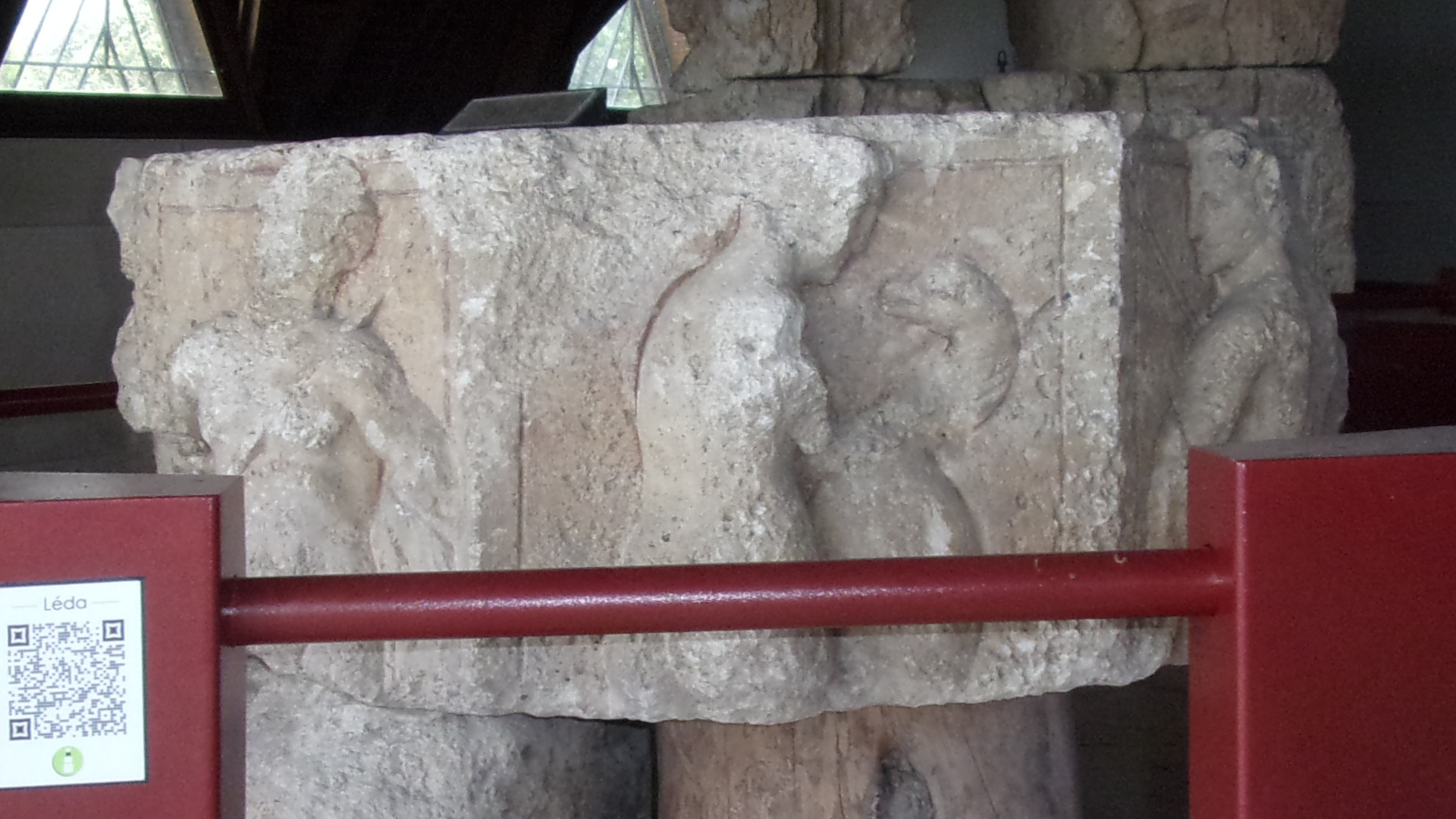
Léda et le cygne.
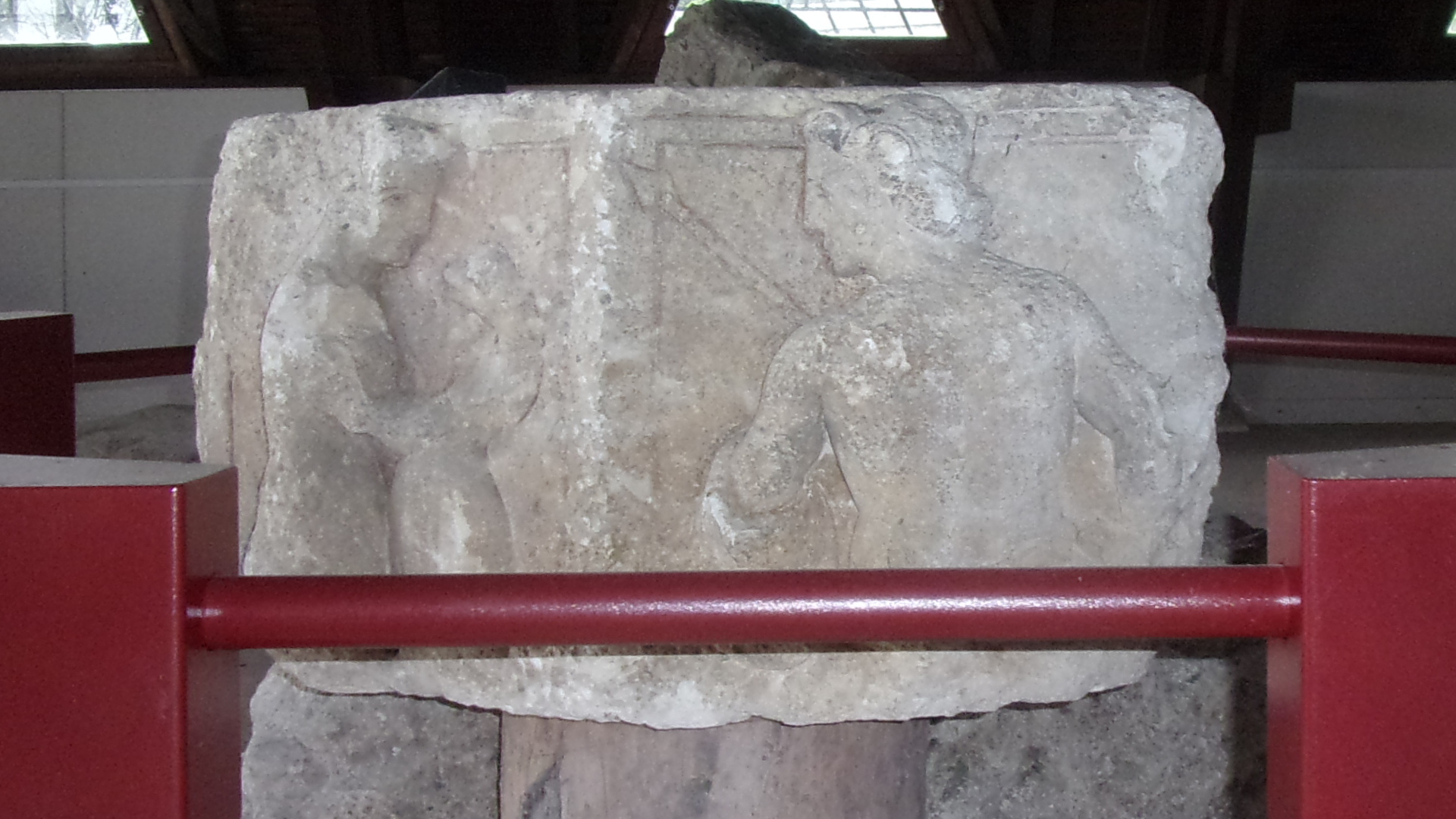
Pollux.
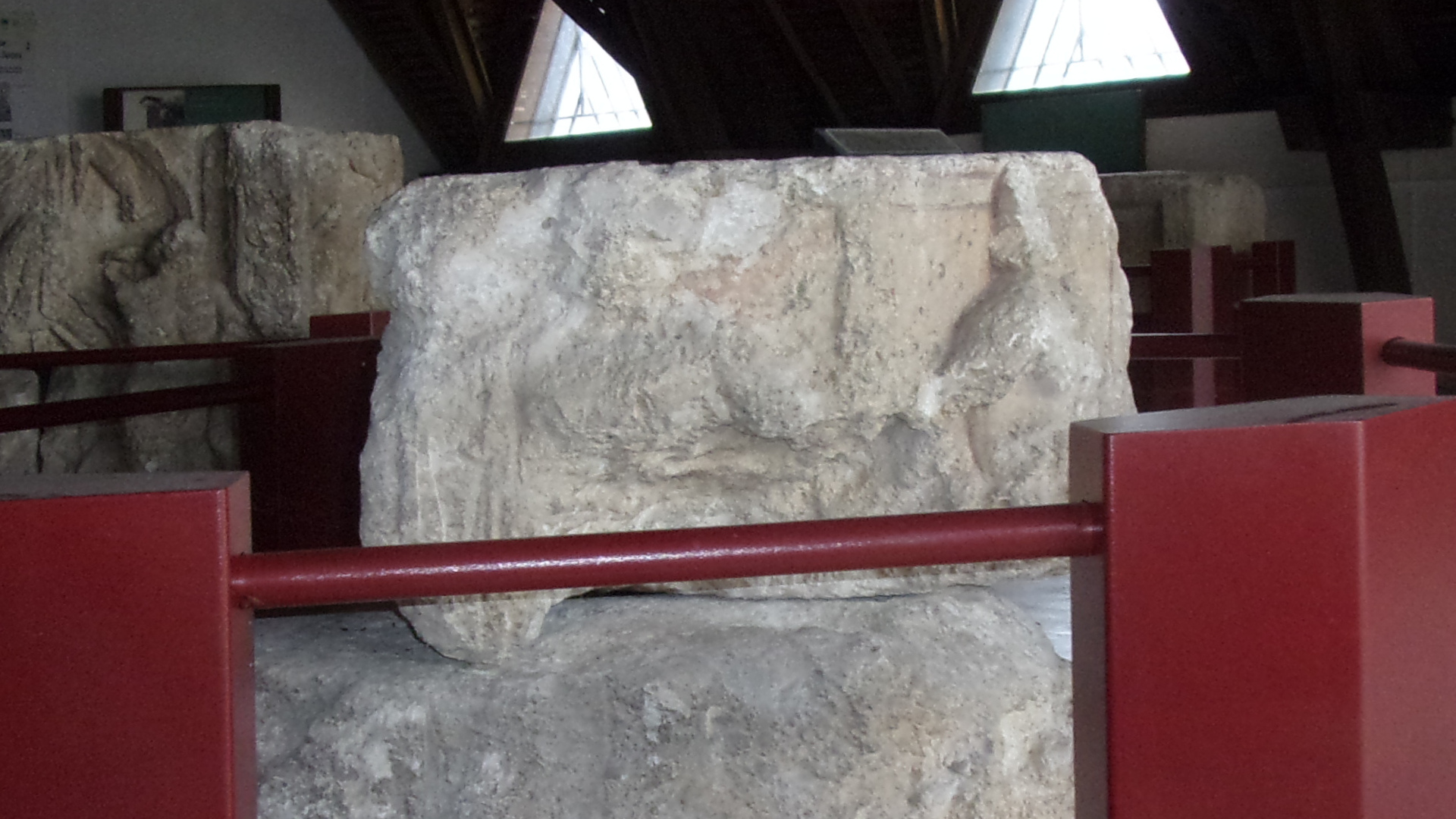
Neptune.

#### Couronnement: une statue disparue
| - Figuration de la statue de Zeus à Olympie. - Jupiter cavalier à l'Anguipède (Musée Lorrain à Nancy). |

L'existence d'une statue sommitale est très probable, mais elle n'a pas été retrouvée. La plupart des monuments du même type en sont probablement pourvus, même si peu de vestiges peuvent en attester. L'architecture générale du pilier (étage en retraits successifs jusqu'à son sommet) suggère que la statue sommitale était l'élément majeur du monument.
Elle pourrait représenter Jupiter, que Jean-Pierre Adam envisage assis sur son trône, à l'image de la statue chryséléphantine de Zeus à Olympie (troisième des Sept Merveilles du monde), mais le dieu pourrait tout aussi bien être figuré dans une autre posture, debout ou à cheval, en combattant, accompagné d'un prisonnier ou d'un Anguipède, selon les propositions de Gilbert Charles-Picard. En 1912, Émile Espérandieu propose déjà que sa reconstitution de la colonne d'Yzeures soit couronnée par une statue de Jupiter cavalier terrassant l'Anguipède, symbole de la victoire de l'empereur sur les ennemis de Rome. Gérard Coulon suggère que cette représentation soit interprétée comme un symbole d'éternité, la mort se présentant sous les traits du monstre vaincu.
D'autres sujets sont proposés pour cette statue : Minerve — cette dernière semble jouer un grand rôle à Yzeures puisqu'elle est citée dans l'inscription lapidaire dédicatoire trouvée en même temps que les vestiges du pilier sur lequel elle figure aussi — ou l'empereur, qu'il soit au non pourvu des attributs du dieu des dieux.
En l'absence de vestiges de la statue et de dédicace du pilier lui-même, aucune hypothèse ne peut être privilégiée.

## Interprétation et fonction

### Un monument du début duIIIesiècle
La thématique, le style des sculptures, avec notamment des influences orientales dans la représentation des personnages des deux premiers niveaux de sculptures, et la taille du monument suggèrent une datation du début du IIIe siècle. La découverte sur le chantier de fouilles de quatre monnaies de Domitien (empereur à la fin du Ier siècle) qui ne sont pas groupées dans un même dépôt n'est pas incompatible avec cette proposition de datation ; cet élément en lui-même, qui a valeur de terminus post quem, n'est pas un indice de datation précise car les monnaies retrouvées ont certainement continué à circuler, comme beaucoup d'autres, longtemps après la mort de Domitien,. La découverte, bien antérieure, d'une monnaie à l'effigie de Julia Mamaea (épouse de Septime Sévère, fin du IIe et début du IIIe siècle), est encore plus difficile à interpréter, le lieu de sa découverte à Yzeures n'étant pas précisé. La dédicace à Minerve, probablement pas liée au pilier mais offrant des similitudes techniques avec celui-ci (même type de roche, décor rehaussé à la peinture) est pour sa part datée des IIe et IIIe siècles.

### Un pilier votif à Jupiter et à l'empereur
| - Mausolée de Glanum. - Mausolée d'Igel. |

Le pilier d'Yzeures-sur-Creuse semble présenter une forte analogie structurelle avec des piles votives funéraires comme le mausolée de Glanum (daté de l'époque d'Auguste) ou celui d'Igel (construit au début du IIIe siècle, contemporain du pilier d'Yzeures), ce qui a influencé la reconstitution de Jean-Pierre Adam, comme ce dernier le reconnaît. Il est également possible d'établir une comparaison de forme entre le pilier d'Yzeures et d'autres monuments analogues, tels le pilier des Nautes et le pilier de Saint-Landry à Paris. Par contre, sa fonction paraît différente puisque son décor ne représente que des dieux ou des héros mythologiques, à la différence des sites de Glanum ou Igel où certaines sculptures figurent des scènes profanes ou les représentations des défunts. Le pilier d'Yzeures diffère également du pilier des Nautes puisqu'aucune divinité gauloise n'y est représentée. Archéologues et historiens constatent en outre que Mercure ne semble pas représenté à Yzeures,.
Les éléments de décor permettent alors d'interpréter le monument restitué comme une colonne votive à Jupiter. Le « dieu des dieux » serait une forme d'hommage symbolique à l'empereur, au travers des allégories que sont les scènes et les personnages représentés ; l'une des fonctions de ce pilier est sans doute de rappeler aux peuples conquis le rôle et la puissance impériales, inscrites dans la durée comme semblent le suggérer les évocations des Dioscures et du cygne de Léda, symboles d'éternité. Les thèmes et la technique appliqués à ce pilier démontrent que, même encore au IIIe siècle, l'influence de l'art sculptural gréco-romain reste très forte, même si les représentations des Anguipèdes sont des « créations » essentiellement gallo-romaines.
Des blocs sculptés découverts à Ernodurum (Saint-Ambroix  - Cher) et à Antigny (Vienne), eux aussi en remploi dans les fondations d'édifices mérovingiens, procèdent de la même symbolique iconographique que le pilier d'Yzeures, notamment son deuxième niveau.

### Un centre cultuel au sein d'une agglomération secondaire à retrouver

Yzeures-sur-Creuse dans la civitas des Turones (en rouge).

Mêlant intimement symbolique sacrée (les dieux) et profane (l'empereur), le pilier fait très probablement partie de la parure monumentale d'un important centre cultuel antique comprenant également au moins un temple et un autel. Ce centre cultuel est abandonné, puis démantelé peut-être plusieurs décennies plus tard, lorsque lui succède vers le milieu du Ve siècle sous l'épiscopat d'Eustoche, une fondation chrétienne mentionnée par Grégoire de Tours. La persistance de sa fonction religieuse après la fin de l'Empire romain, au travers de la réutilisation de vestiges des monuments, témoigne de son importance : les bâtisseurs chrétiens ont probablement voulu, comme c'est le cas par ailleurs, « purifier » ce site païen en construisant l'église. L'utilisation des blocs répond à un double objectif : fournir un matériau de construction solide et, en les enfouissant dans les fondations, les soustraire à la vue des habitants pour faire oublier le culte qu'ils représentent. C'est vers la même époque que Valentinien III, empereur de Rome de 424 à 455, ordonne la destruction des symboles païens pour les remplacer par des églises.
Pour autant, aucun indice archéologique ne permet de préciser la localisation ou l'ampleur de ce centre cultuel, ni d'envisager d'autres structures l'accompagnant, les seuls vestiges retrouvés étant des remplois,. Une quinzaine de sites antiques, parmi lesquels au moins trois villas gallo-romaines, ont cependant été identifiés sur le territoire d'Yzeures-sur-Creuse qui se trouve, dans l'Antiquité, à la limite des civitates des Bituriges Cubes, des Pictons et des Turones,.
L'hypothèse d'une agglomération secondaire, à laquelle ce centre cultuel serait lié, est malgré tout très vraisemblable même si elle n'est pas formellement confirmée au regard des éléments disponibles. Un gué antique sur la Creuse est attesté au niveau d'Yzeures mais les mentions anciennes de voies antiques desservant ce territoire, comme celle qui relierait Avaricum (Bourges) à Limonum (Poitiers), ne sont pas vérifiées.
| Image externe |                                                                             |
|               | Plan de l'agglomération antique du Gué-de-Sciaux sur guedesciaux-antigny.fr |

Les sites d'Yzeures-sur-Creuse et du Gué-de-Sciaux à Antigny présentent de nombreuses similitudes : agglomérations secondaires potentielles situées à proximité d'un cours d'eau pouvant assurer le transport des marchandises, pourvues d'un gué, proches de la limite de plusieurs civitates et très probablement dotées d'un important centre cultuel incluant des monuments à la symbolique comparable comme des piliers à quatre dieux.